# 저스틴 졸리
저스틴 졸리(Justine Joli, 1979년 7월 16일 ~ )는 본명은 세아나 호킨스(Seana Hawkins)라고 한다. 미국의 전직 포르노 배우, 모델이다. 그는 키가 170cm 몸무게는 49kg이다. 그는 쓰리 사이즈가 B86-W56-H86다. 1998년 20살때 AV 배우로 시작을 했지만 2014년 그가 36살의 끝내 완전히 그야말로 은퇴를 하게 된다. 그리고 미국의 세인트루이스 미주리에서 자라난 모습이다 그러나 애니메이션, SF, 매킨토시, 카툰을 사랑하는 자칭 괴짜다. 그리고 성인영화감독 D 사이퍼와 연애를 했다.